# کوتیلیون رکوردز
کوتیلیون رکوردز (انگلیسی: Cotillion Records) شرکت نشر موسیقی آمریکایی است، که در سال ۱۹۶۸ تأسیس شد.